# Mark Hampton
Pour les articles homonymes, voir Hampton.
 (octobre 2024).
La mise en forme du texte ne suit pas les recommandations de Wikipédia : il faut le « wikifier ».
Les points d'amélioration suivants sont les cas les plus fréquents :
- Les titres sont pré-formatés par le logiciel. Ils ne sont ni en capitales, ni en gras.
- Le texte ne doit pas être écrit en capitales (les noms de famille non plus), ni en gras, ni en italique, ni en « petit »…
- Le gras n'est utilisé que pour surligner le titre de l'article dans l'introduction, une seule fois.
- L'italique est rarement utilisé : mots en langue étrangère, titres d'œuvres, noms de bateaux, etc.
- Les citations ne sont pas en italique mais en corps de texte normal. Elles sont entourées par des guillemets français : « et ».
- Les listes à puces sont à éviter, des paragraphes rédigés étant largement préférés. Les tableaux sont à réserver à la présentation de données structurées (résultats, etc.).
- Les appels de note de bas de page (petits chiffres en exposant, introduits par l'outil «  Source ») sont à placer entre la fin de phrase et le point final[comme ça].
- Les liens internes (vers d'autres articles de Wikipédia) sont à choisir avec parcimonie. Créez des liens vers des articles approfondissant le sujet. Les termes génériques sans rapport avec le sujet sont à éviter, ainsi que les répétitions de liens vers un même terme.
- Les liens externes sont à placer uniquement dans une section « Liens externes », à la fin de l'article. Ces liens sont à choisir avec parcimonie suivant les règles définies. Si un lien sert de source à l'article, son insertion dans le texte est à faire par les notes de bas de page.
- La présentation des références doit suivre les conventions bibliographiques. Il est recommandé d'utiliser les modèles {{Ouvrage}}, {{Chapitre}}, {{Article}}, {{Lien web}} et/ou {{Bibliographie}}. Le mode d'édition visuel peut mettre en forme automatiquement les références.
- Insérer une infobox (cadre d'informations à droite) n'est pas obligatoire pour parachever la mise en page.

Pour une aide détaillée, merci de consulter Aide:Wikification.
Si vous pensez que ces points ont été résolus, vous pouvez retirer ce bandeau et améliorer la mise en forme d'un autre article.
 (octobre 2024).
Si vous disposez d'ouvrages ou d'articles de référence ou si vous connaissez des sites web de qualité traitant du thème abordé ici, merci de compléter l'article en donnant les références utiles à sa vérifiabilité et en les liant à la section « Notes et références ».
Mark Hampton est un designer, décorateur d'intérieur, illustrateur et écrivain américain né (sous Mark Iredell Hampton Jr.) le 1er juin 1940 à Indianapolis. Il a grandi a Plainfield avec sa sœur Alice (Née Burkett), dans l'Indiana, et est mort le 23 juillet 1998 à New-York.
Il est l'auteur de nombreux projets réputés ainsi que de plusieurs livres sur le design et les designers de son époque. Hampton n'était pas seulement décorateur, mais aussi écrivain et illustrateur. Bien qu'il s'inscrive dans les styles de son temps, il adopte une vision traditionnelle du design,. Le décorateur Mark Hampton comptait parmi ses clients des personnalités sociales comme Anne Bass,, Teresa Heinz et Saul ainsi que Gayfryd Steinberg,. Il fonde en 1976 sa propre entreprise, Mark Hampton LLC, qui est reprise par sa fille, Alexa Hampton, après son décès,,.

## Biographie

### Enfance
Mark Hampton est né dans l'État de l'Indiana, plus précisément dans la ville d’Indianapolis, en 1940. Son père cumule deux emplois :  pompe funèbre municipale et fermier. À l'âge de douze ans, Hampton commence à collectionner des magazines de design et à réaliser des projets de bricolage. Son premier projet consiste à fabriquer des volets pour sa chambre,. En grandissant, ses parents soutiennent ses activités créatives, tout en souhaitant qu'il poursuive des études de droit. Il passe son adolescence à conduire le tracteur de la ferme familiale. Il est le seul garçon de la fratrie et a une sœur prénommée Alice.
Durant son enfance, il passe du temps avec Paul Hadley, un ancien instructeur à la Herron School of Art and Design, qui est le concepteur du drapeau de l'État de l'Indiana. Dès le début de son adolescence, Hampton développe un intérêt marqué pour le design.

### Éducation
Hampton est diplômé de l'Université DePauw en 1962. Pendant son séjour, il étudie à la London School of Economics en tant qu'étudiant d'échange pendant un semestre. Il suit des études de droit à l'Université du Michigan, mais abandonne après un an pour s'inscrire à l'École des Beaux-Arts de l'Université du Michigan en 1964. Il déménage ensuite à New York pour fréquenter l'Institut des Beaux-Arts de l'Université de New York en 1967, où il étudie l'histoire de l’art.
Après avoir terminé ses études à l'Université de New York, Mark reçoit une bourse de la Fondation Ford, qui finance des voyages à l'étranger. Il étudie alors dans plusieurs disciplines, tout en tenant compte des attentes de ses parents et de certaines normes sociales de l'époque. Il exprime par la suite que l'étendue de ses études n'a pas eu l'impact escompté sur son parcours professionnel.

### Famille
Mark Hampton rencontre sa femme, Duane Flegel, alors qu’il travaille chez Mrs Henry Parish II. Ils sont actifs dans le milieu du design d'intérieur. En juillet 1964, Mark épouse Duane Flegel, avec qui il a eu deux filles: l'actrice Kate Hampton et l'architecte d'intérieur Alexa Hampton. À la suite du décès de son père (à 58 ans, à la suite de complications d'un cancer du foie, au New York University Medical Center), cette dernière reprend la société fondée par celui-ci afin de perpétuer sa mémoire et son travail.
Reconnu pour son goût pour la couleur et sa capacité à revisiter des meubles et objets classiques, Mark Hampton acquiert une réputation qui contribue à la notoriété de l'entreprise familiale. Sa femme est tout aussi renseignée que lui sur le sujet du design d’intérieur. Duane a contribué à la décoration de leur appartement dans l’Upper East Side, souvent publié, et participe également aux idées et conceptions en général.

## Carrière

### Début de carrière
Il commence sa carrière dans la décoration d'intérieur lors de sa "junior year". Il devient l'assistant de David Hicks, qui deviendra plus tard son mentor et un ami proche. Dès qu'il obtient son master, il trouve un travail d’été chez Mrs. Henry Parish II,. Après son entrée dans le monde du design, il ouvre une extension du bureau de Hicks aux États-Unis, en 1967.  Ce premier bureau ferme ses portes en 1970 après avoir rencontré des difficultés financières.

### Percée dans la décoration d'intérieur
Mark Hampton voit son premier travail publié dans House and Garden en 1968. Cet article, intitulé "Mid-west to Mid-Manhattan", présente la conception de l'appartement qu'il aménage à son arrivée à New York, dans l'Upper East Side. Le style de cet appartement diffère de celui qui le rendra célèbre, mais il contribue à sa notoriété. Il travaille ensuite pour Eleanore Brown pendant six ans chez McMillen Inc. Il quitte cette entreprise pour fonder la sienne, Mark Hamtpon LLC., en 1976.

## Décoration d'intérieur
Lors de ses débuts, son travail était très varié et pouvait passer du design complet d'une maison à un agencement de meules déjà existants. Néanmoins, il se distingue par son approche du traditionalisme. Il va notamment se concentrer sur des intérieurs de bureaux, hôtels, clubs, wagons de train, avions et bateaux. Ses projets d’intérieurs se situent dans divers pays. Il a aussi une passion pour la restauration de bâtiments historiques. Il participe notamment à la restaurantion du Naval Observatory et du Metroplitan Museum of Art. Son travail, reconnu pour allier style et confort, contribue à sa notoriété parmi les décorateurs d'intérieur de son époque.
Une fois qu'il va avoir sa propre entreprise, il s’éloigne progressivement du style de son premier mentor, David Hicks, tout en conservant certains éléments caractéristiques, comme les murs foncés apportant une touche dramatique. Selon lui, le décorateur devait rendre la pièce esthétiquement plaisante et refléter la personnalité de son propriétaire.
Il a dit : “transformer le morne et le stérile en lieu accueillant où l’on peut vivre me semble être un objectif important et valable dans la vie”.
Il est souvent décrit comme un « distillateur » plutôt que comme un innovateur. Il a construit sa carrière en proposant à ses clients un style correspondant à leurs attentes et besoins,.
Paige Rense a déclaré dans le New York Times : “Sa connaissance des arts décoratifs était vraiment inégalée” et “il avait une véritable passion pour l’enseignement”.

## Philosophie et réalisations notables

### Inspiration
Son style est souvent décrit comme traditionnel et décontracté, avec des influences de figures comme Frank Lloyd Wright et Le Corbusier. Il considérait son travail comme un effort collaboratif, tenant compte non seulement des souhaits de ses clients, mais aussi de leurs possessions, qu'il s'efforçait de mettre en valeur à travers ses designs,. Il a un large éventail d'intérêts et de styles. Son attrait pour le design est particulièrement nourri par les maisons modernes de Frank Lloyd Wright et de Mies van der Rohe.
Il a dit : “Je ne suis absolument pas intéressé par un style de marque déposée,,". Il explorait différents styles sans se cantonner à un seul, ce qui lui a valu comme “sans style”,.
Il aspire à développer une véritable marque de fabrique, car c'est ce qui attire les clients vers lui en tant que designer d'intérieur. Il souligne que, pour lui, cultiver un bon goût, implique de prendre du recul par rapport au passé. Parmi ses premières influences figurent l'architecte d'intérieur Billy Baldwin, ainsi que les architectes Le Corbusier, Frank Lloyd Wright et Phillip Johnson.

### Concept
Au début de sa carrière, il explore divers styles, mais il se distingue rapidement par son approche du traditionalisme.
Dans les années 1960 et 1970, il se tourne vers le modernisme, influencé par son mentor David Hicks. Il intègre de nombreux objets anciens des XVIIIe et XIXe siècles dans ses designs d'intérieur.
Il est reconnu pour ses des intérieurs flamboyants et audacieux, qu'il affine par la suite en se concentrant sur le classique et l'élégant. Hampton est connu pour son approche créative et aventureuse.
Il souligne sur la flexibilité de son style, qui allie design et décoration. Il estime que les meilleurs projets ne sont jamais réellement achevés. Il privilégie des espaces meublées de manière confortable, intégrant des objets personnels. Il distingue les meubles de qualité et ceux uniquement esthétiques, notant qu’il n’est pas nécessaire d’investir dans des pièces coûteuses pour créer un bel intérieur. Il suffit d'avoir du bon goût et d'intégrer des éléments porteurs d’attachement personnel.
Hampton affirme que les couleurs influencent notre perception des espaces. Les rouges, selon lui, se distinguent par leur capacité à représenter la joie et l'énergie ludique. Bien qu'elles soient souvent évincées des décors intérieurs, cela ne provient pas d'une aversion pour cette couleur, mais d'une perception de son inutilité. Hampton note un regain d'intérêt pour le rouge, qu'il soutient dans les habitations, mettant en avant sa facilité d'intégration dans divers contextes.
Il mentionne également un retour du pêche et du jaune. Autrefois associées à la lingerie féminine, ces couleurs doivent, selon lui, être redécouvertes pour leur polyvalence, pouvant être à la fois douces et vibrantes, et convenant ainsi à un large éventail de styles.
Concernant les couleurs profondes, Hampton souligne leur capacité à transformer des espaces sombres en lieux fonctionnels, adaptés à des décorations minimalistes tout en conservant une certaine élégance. Le blanc, souvent sous-estimé, est considéré par lui comme une toile idéale pour les terrasses et jardins, chaque pièce acquérant ainsi sa propre identité.
Il accorde également de l'importance aux éléments architecturaux tels que les cheminées, souvent considérées comme des points focaux. Ces éléments, selon lui, modernisent un espace sans nécessiter de transformations majeures, tout en veillant à ce que leur présence ne s'impose pas le style de la pièce.
Hampton souligne l'importance de la lumière dans la création de l'ambiance d'un espace. Il note qu'une lumière allumée dans le hall évoque une atmosphère accueillante, tandis que les éclairages de plafond ne parviennent pas à reproduire cette sensation. Il insiste également que chaque élément de décoration, qu'il s'agisse de miroirs, de chaises ou de fauteuils, joue un rôle essentiel. Selon lui, l'harmonie entre les différents styles de ces objets est cruciale pour atteindre un équilibre dans l'espace.

### Projets majeurs

#### LaMaison-Blanche

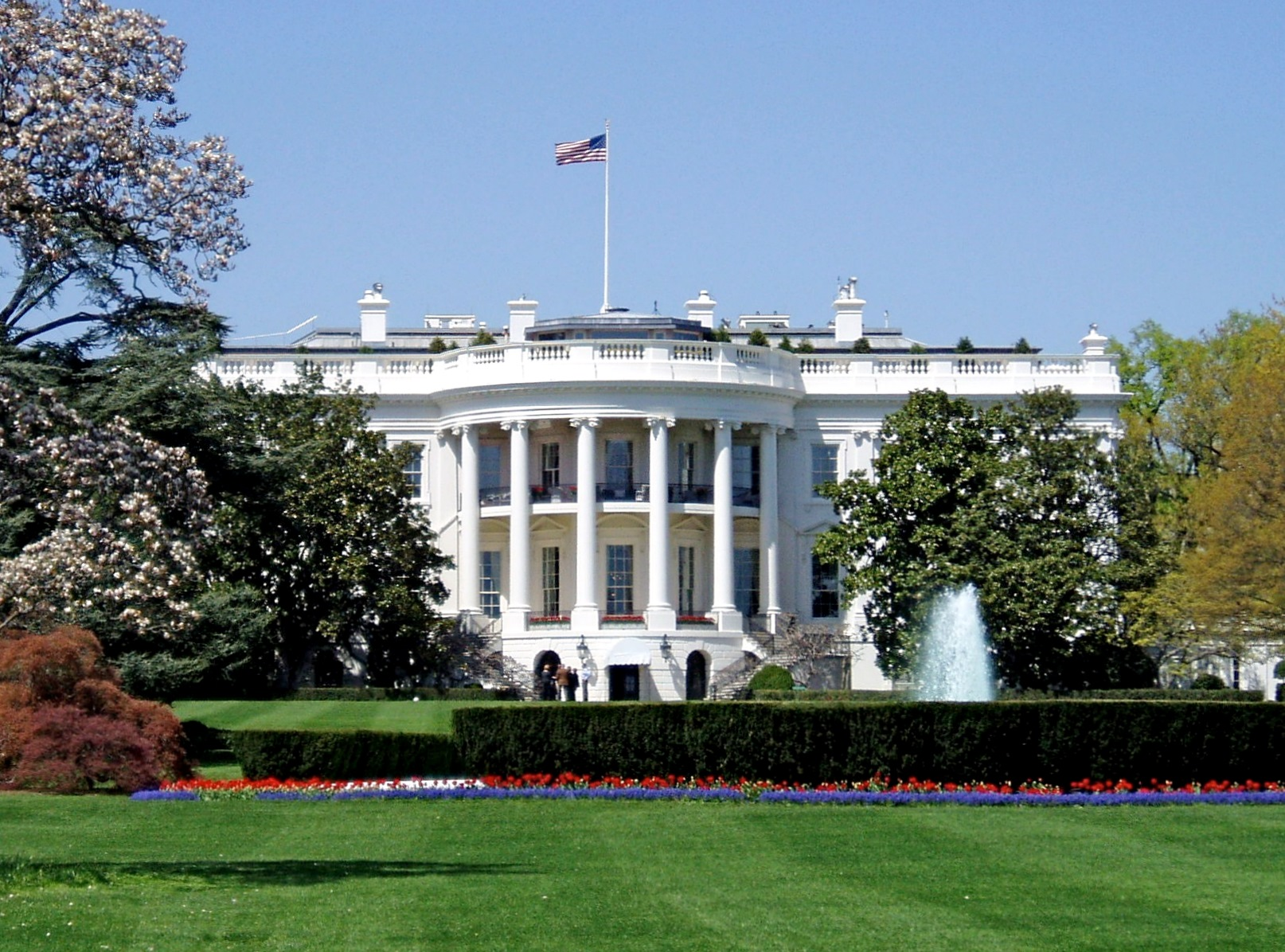
Maison-Blanche.

Mark Hampton a joué un rôle essentiel dans la décoration intérieure de la Maison Blanche sous la présidence de George H. W. Bush (1989-1993),. En tant que designer d’intérieur, il a été sollicité pour apporter son style classique et raffiné à certaines parties de la résidence présidentielle.
Son intervention la plus marquante a été les transformations apportées au Salon Vert, l’une des pièces formelles du rez-de-chaussée. Hampton a veillé à respecter l’intégrité historique de la pièce tout en y insufflant une atmosphère fraîche et élégante. Il a utilisé des tissus et des meubles traditionnels, tout en intégrant des couleurs douces et subtiles pour rendre l’espace plus accueillant.

Sa démarche visait à créer un environnement qui, à la fois, était fonctionnel pour la famille Bush mais qui était aussi en harmonie avec l’histoire et l’importance de la Maison Blanche. Hampton était reconnu pour sa capacité à marier des éléments classiques avec une simplicité contemporaine, ce qui se reflétait particulièrement dans ce projet. Son travail pour la famille Bush a également permis de mettre en avant son aptitude à concilier les goûts personnels des résidents avec la dimension symbolique du lieu. 

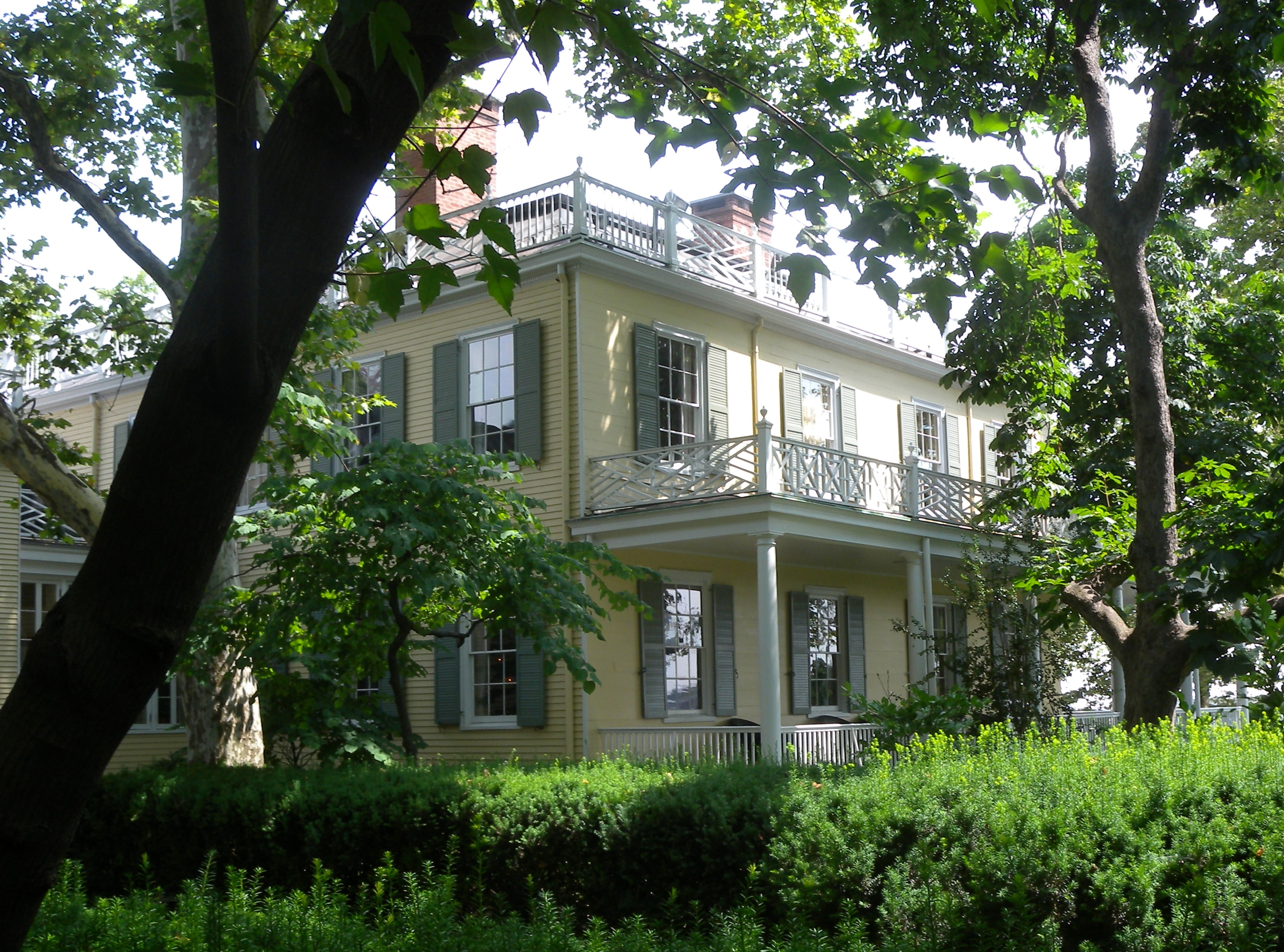
Gracie Mansion.

#### Gracie Mansion
La Gracie Mansion est la résidence officielle du maire de New York. Elle a été construite en 1799 par Archibald Gracie, un riche marchand écossais. Elle se situe à Manhattan, dans l’Upper East Side, et sa décoration d'intérieur a été entièrement refaite au début des années 1980 par Mark Hampton,.
Lors de la rénovation de la Gracie Mansion, il s’est attaché à préserver l’héritage historique du bâtiment tout en le rendant plus habitable,. Il a intégré des meubles classiques américains, des éléments du style fédéral et des détails architecturaux, tout en créant une harmonie avec l’architecture du début du XIXe siècle du manoir. Son travail est reconnu pour son design sophistiqué, respectueux de l’histoire tout en étant fonctionnel.
Agencement d’appartement:
Hampton a réalisé la rénovation intérieure de plusieurs appartements au cours de sa carrière. Reconnu pour ses goûts variés, il a apporté à chacun d’eux sa touche personnelle.
Dans ses créations, il joue sur l’équilibre entre tradition et modernité, en combinant des meubles et objets d’art classiques avec des éléments contemporains. Cela permet de rendre les espaces intérieurs à la fois sophistiqués et personnels.
L’optimisation de l'espace est également un aspect essentiel de son travail. Il privilégie donc la production sur mesure et efficace, incluant des rangements intégrées. Par exemple, une table à manger peut servir à la fois de décoration et offrir des espaces de rangements.
Il joue également avec les couleurs. Son approche colorimétrique repose sur l’utilisation de couleurs simples et neutres, telles que les tons crèmes, taupe et gris clair, pour créer une atmosphère classique et intemporelle.
Il accorde une importance particulière à la lumière, évitant d'installer des rideaux lourds ou opaques afin de laisser la lumière naturelle. Il utilise également des sources de lumières artificielles, telles que des luminaires sur pieds, pour créer une ambiance chaleureuse et conviviale.
Hampton respecte également l’architecture d’origine. Il s’efforce de préserver ou d’accentuer les caractéristiques architecturales existantes de l’appartement. Cela inclut notamment les moulures, les cheminées et les hauts plafonds tout en modernisant l'espace pour répondre aux besoins actuels de ces occupants.

#### Autres

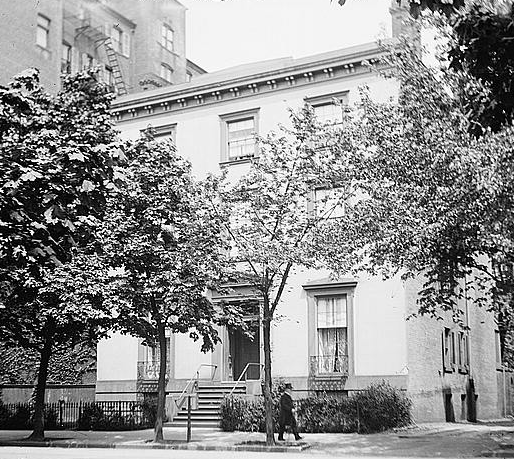
Blair House

En 1985, Mark Hampton et décorateur Mario Buatta ont rénové les 120 chambres de Blair House, qui sert de maison d'hôte pour le président des États-Unis.
En 1988, il s'associe avec Hickory Chair, un fabricant de meubles de Caroline du Nord, pour créer une collection de plus de 250 pièces. Il conçoit également des textiles pour la marque Kravet. Un an après ce partenariat, son livre "Mark Hampton on Decorating" est publié, rassemblant les articles qu'il a écrits pour le magazine House and Garden .

## Héritage
Son héritage se poursuit grâce à sa fille, Alexa, qui reprend la direction de sa société après son décès, ainsi qu'aux livres écrits par son épouse et sa fille en son honneur.
Ses ouvrages sont appréciés pour leur accessibilité et leur style d'écriture, qui sont souvent décrit comme à la fois conversationnel et généreux. Ils sont également appréciés pour les illustrations qu'ils contiennent, qui incluent souvent des aquarelles réalisées par l'auteur.